# Biela

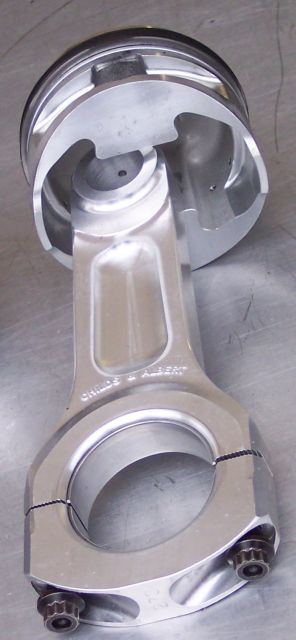
Em destaque, uma biela de um motor de automóvel ligada ao êmbolo.

Uma biela é qualquer peça de uma máquina que serve para transmitir ou transformar o movimento linear alternativo em circular contínuo.
Um exemplo de biela no interior de um motor de automóvel é a peça que liga o êmbolo (pistão) à cambota. A cabeça (parte mais larga) é apertada à cambota por meio de parafusos e a extremidade oposta é trancada pela cavilha do êmbolo, no interior da sua saia. Enquanto esta extremidade se desloca para cima e para baixo (solidária com o movimento do pistão), a cabeça descreve um movimento circular. Não tem, portanto, qualquer mecanismo de atenuação do esticão do pistão aquando da explosão ou combustão, pelo que o movimento brusco seria transmitido diretamente da cambota para o eixo com esta, por sua vez, sofrendo as consequências da explosão - vibrações. Esta função é assegurada pelos moentes de apoio da cambota e pelo volante do motor.
Algumas bielas dispõem de uma cabeça com ligação oblíqua, facilitando o acesso durante a montagem e desmontagem do motor.

## Fabricação
A biela é usinada geralmente na seguinte ordem:
1. Usinagem de desbaste dos olhais: A peça chega à essa operação no material bruto. Com uma retífica, desbasta-se a medida da espessura do olhal maior e menor
2. Separação de capa e corpo: Com uma serra separa-se o corpo da capa da peça
3. Brochamento: Com uma brochadeira, desbastam-se as áreas internas do olhal maior
4. Usinagem dos furos: Nessa operação usinam-se os furos da capa e do corpo, inclusive o furo de desbaste do olhal menor. Também são fresados os topos da capa e é usinada a rosca que irá fixar capa e corpo novamente
5. Acabamento das faces de contato de capa e corpo: Com uma retífica, usinam-se em acabamento as faces de contato da capa e do corpo, para que não se formem faces irregulares que acabariam por prejudicar a usinagem nas operações seguintes
6. Junção da capa e corpo: Com uma apertadeira pneumática, junta-se a capa e o corpo para que sejam usinados em conjunto novamente. Capa e corpo se separam novamente durante a montagem no motor
7. Usinagem de acabamento do olhal maior: Com uma retífica usina-se a medida final, com o acabamento final da espessura do olhal maior
8. Usinagem de desbaste interno dos olhais: Com uma mandriladora, mais uma vez desbasta-se a medida interna dos olhais.
9. Usinagem das chavetas de encaixe da bronzina: Com uma fresadora são usinadas as chavetas de encaixe das bronzinas
10. Brunimento doas olhais: Com uma brunidora, é dado o acabamento dos olhais
11. Lavagem: Com uma lavadora de peças, eliminam-se os cavacos, borras e resíduos de óleo da peça
12. Inspeção final: Com auxilio de computadores de alta precisão, as peças são inspecionadas para verificação das medidas finais. Após isso as peças serão montadas no motor[1]